# Villi Hermann
Villi Hermann (Lucerna, 1941) es un cineasta, productor y guionista suizo. Su película de 1981 The Homeless One hizo parte de la decimotercera edición del Festival Internacional de Cine de Moscú, y figuró en el Festival Internacional de Cine de Berlín en 1989 con su filme Bankomatt.

## Filmografía seleccionada

### Como director
- San Gottardo (1977)
- The Homeless One (1981)
- Innocenza (1986)
- Bankomatt (1989)

### Como productor
- La Bataille d'Alger, un film dans l'Histoire (2017) de Malek Bensmaïl
- La fin da la val l'è mia la fin dal mund (2018) de Peter Frei
- Cronofobia (2018) de Francesco Rizzi
- Atlas (2020) de Niccolò Castelli